# Partiti politici frivoli
Un partito frivolo o una partito satirico è un partito politico creato a scopo di intrattenimento o di satira politica e può o meno avere dei programmi seri dietro le sue attività. Questa è una lista di partiti politici frivoli.
Alcuni partiti come il Rent Is Too Damn High Party (Partito dell'Affitto Troppo Elevato), possono utilizzare le stesse tattiche e gli stessi approcci umoristici alla politica delle loro controparti più frivole, ma mirano ad affrontare questioni sociopolitiche legittime, cosa che alcuni partiti satirici non fanno.

## Australia
- Deadly Serious Party (rassegnato nel 1988)
- Partito conservatore imperiale britannico (vedi anche: Cecil G. Murgatroyd, defunto)
- Party! Party! Party! (defunto)[1]
- Partito del pomodoro caldo maturato al sole (defunto)[1]
- True Whig Party (sciolto nel 1970)

## Austria
- Partito della Birra

## Austria-Ungheria, Cecoslovacchia
- Il partito del progresso moderato entro i limiti della legge (Jaroslav Hašek, 1911)

## Bielorussia
- Partito Amanti della Birra (defunto nel 1998)

## Canada
- Canadian Extreme Wrestling Party (defunto)
- Parti Citron (Lemon Party, defunto)
- Partito Rinoceronte
- Parti éléphant blanc de Montréal (defunto)
- Il partito canadese

## Repubblica Ceca
- Amici del Partito della Birra (1990-1998)

## Danimarca
- Unione degli elementi timidi al lavoro coscienziosamente (defunta)

## Estonia
- Partito Realista Estone (defunto)

## Isole Faroe
- Hin Stuttligi Flokkurin (The Funny Party, defunto)

## Germania
- APPD (Partito Anarchico Pogo della Germania)
- Die PARTEI ("Il Partito"; Partito per il Lavoro, lo Stato di Diritto, la Protezione degli Animali, la Promozione delle Elite e l'Iniziativa Democratica di Base) (rappresentato al Parlamento europeo)
- Fronte Deutscher Äpfel

## Ungheria
- Partito Ungherese del Cane a Due Code[2]

## Islanda
- Besti flokkurinn (defunto)

## Iran
- Partito degli Asini (defunto)[3]

## Italia
- Partito dell'Amore (defunto)
- Partito Nettista Italiano (defunto)

## Giappone
- Nessun Partito da Sostenere (支持政党なし?, Shiji Seitō Nashi)
- Il Partito per la protezione del popolo dalla NHK

## Kosovo
- Partito Forte (Partia e Fortë) (defunto)

## Nuova Zelanda
- Bill e Ben Party (defunto)
- Partito conservatore imperiale britannico (defunto)
- McGillicuddy Serious Party (defunto)
- Il Partito Civile (defunto)

## Olanda
- Partito del Futuro o The Party Party (defunto)
- Provo (defunto)
- Rapaille Partij (defunto)

## Norvegia
- Beer Unity Party (defunto)
- Il Partito Politico (defunto)

## Polonia
- Partito del buon umore
- Partito Polacco degli Amici della Birra (defunto dopo aver vinto 16 seggi nel 1991)

## Romania
- Partidul Liber-Schimbist (defunto)

## Russia
- Beer Lovers Party (defunto)
- Partito dei morti

## Serbia
- Sarmu probo nisi: (Ljubiša Preletačević, leader dell'SPN, ha partecipato alle elezioni presidenziali in Serbia del 2017 ed è arrivato terzo con il 9,44% dei voti)

## Slovenia
- Neue Slowenische Kunst

## Spagna
- Coordinadora Reusenca Indipendente
- Partido del Karma Democrático, PKD ("Partito del Karma Democratico")

## Svezia
- Partito di Paperino

## Ucraina
- Partito Internet dell'Ucraina

## Regno Unito
- Partito del Witchery Tour di Adam Lyal (defunta)
- Chiesa del Militant Elvis Party, conosciuta anche come Bus Pass Elvis Party (defunta)
- Il Partito Eccentrico della Gran Bretagna (defunto)
- Fancy Dress Party (defunta)
- Partito dei fagioli del nuovo millennio
- Official Monster Raving Loony Party
- Raving Loony Green Giant Party (defunto)
- Rock 'n' Roll Loony Party (defunto)
- Teddy Bear Alliance (defunta)
- Count Binface Party, creato dal comico Jonathan David Harvey

## Stati Uniti
- Partito Armi e Droga
- OWL Party
- Festa a sorpresa
- Partito della Mucca Indecisa
- Birthday Party[4]
- Youth International Party